# Logansport (Luisiana)
Logansport é uma cidade  localizada no estado americano de Luisiana, na Paróquia de De Soto.

## Demografia
Segundo o censo americano de 2000, a sua população era de 1630 habitantes.
Em 2006, foi estimada uma população de 1676, um aumento de 46 (2.8%).

## Geografia
De acordo com o United States Census Bureau tem uma área de
8,7 km², dos quais 8,3 km² cobertos por terra e 0,4 km² cobertos por água.

## Localidades na vizinhança
O diagrama seguinte representa as localidades num raio de 24 km ao redor de Logansport.